# ドミトリー・ペロフ
ドミトリー・ペロフ（Dmitry Perov、1984年11月18日 - ）は、ロシアのラグビーユニオン選手。

## プロフィール
- ロシア・モスクワ出身。
- ポジションはスクラムハーフ(SH)。
- 身長 175cm、体重 75kg
- ロシア代表キャップは14（2021年9月現在）。

## 略歴
2019年、ラグビーワールドカップ2019のロシア代表に選ばれた。